# 長喆
長喆（1790年—？），字守愚，號思亭，別號菊圃，徐氏，汉军正白旗人。清朝官员，进士出身。籍襄平（辽阳市旧称）。善书法。

## 生平
道光十五年（1835年）乙未科進士（时隶正白旗汉军双鹤佐领下）。任山東肥城縣知縣，因事革職。
编修《囊平徐氏续修族谱》五卷（1853）。师从嘉庆七年（1802年）壬戌科二甲进士胡開益。
家族世袭正白旗汉军第四參领第二世管佐领（载《钦定八旗通志》）。

## 家族
根据《會試同年齒錄: (道光15年乙未科)》“長喆”篇。
- 始祖徐承慧，诰封光禄大夫。
- 世祖徐大貞（又徐大正），首任正白旗汉军第四參领第二世管佐领（系崇徳二年（1637）编设，据《钦定八旗通志》）。妻王氏。胞兄弟：
  - 勤果公徐大貴（1606-1679），杭州副都统、刑部左侍郎、正白旗汉军副都统，屡立军功，授世袭二等男（载《钦定八旗通志：异姓封爵》卷276，参见清朝功臣爵位列表），加太子少保，赐祭葬，钦赐碑文，諡勤果，《钦定八旗通志：大臣传六十二》卷196有传。其：
    - 子徐治都（1631-1697），袭正白旗汉军第四參领第二世管佐领，康熙十八年湖廣提督[2]，十九年四川提督[3]，参与平定三藩之乱，贈太子少保，特授镇平将军，諡襄毅，《钦定八旗通志：大臣传六十四》卷198有传，康熙十二年状元韓菼作《镇平将军徐治都碑文》（载韓菼《有怀堂文稿》卷10）；妻汉军籍許氏，善骑射，督兵與戰，中炮死，予云骑尉世职（载《钦定八旗通志：列女传二十八》卷268），有诗《馬上歌》（载《天咫偶聞》卷4）。
      - 孙徐永泰，康熙十九年袭其祖父二等男，袭正白旗汉军第四參领第二世管佐领。曾孙一等阿达哈哈番（轻车都尉）徐廷勳，康熙四十五年袭二等男，袭正白旗汉军第四參领第二世管佐领。元孙徐世武，袭正白旗汉军第四參领第二世管佐领，授世袭一等轻车都尉（载《钦定八旗通志：正白旗汉军世职》卷304）。四世孙徐本德，袭正白旗汉军第四參领第二世管佐领，袭一等轻车都尉。
- 世祖徐治通，袭正白旗汉军第四參领第二世管佐领，康熙七年天津镇总兵官（载《畿辅通志：职官》卷60）、福州驻防副都统（梅勒章京）、正白旗汉军副都统。妻金氏、倬佳氏、毛氏（95岁高寿时，康熙帝召见并钦赐御酒御杖，令侍卫扶送）。胞兄弟：
  - 徐治進，广东副总兵官。其子徐永興，孙徐廷聘；曾孙乾隆十九年甲戌科武進士徐世琳（时隶正白旗汉军、一等轻车都尉孙爟佐领下；孙爟袭正白旗汉军第四參领第六世管佐领，属孙可望家族，载《钦定八旗通志》），乾隆四十三年任台湾左營遊擊（载《台湾通志：武职》）。
  - 同辈：徐治廷。
- 太高祖徐永昌，袭正白旗汉军第四參领第二世管佐领，刑部郎中。妻金氏、张氏。
  - 胞兄徐勇泰，袭世管佐领。其子徐廷勲，袭一等轻车都尉、世管佐领。孙徐世武，袭一等轻车都尉、世管佐领。曾孙徐本德，袭二等轻车都尉、世管佐领（载《钦定八旗通志：正白旗汉军世职》卷304）。
- 高祖徐廷信，武庠生。妻纪氏。
- 曾祖徐世璉（字璞庵，1702-1762），安徽和州知州，著《璞庵历记》。曾祖母秦氏（父镶白旗汉军世秀；祖父游击国俊；堂兄世袭镶白旗汉军第一參领第六佐领（顺治三年编立）、署喀什噶尔办事大臣、镶红旗汉军都统、廣州將軍秦璜；家族世袭镶白旗汉军第一參领第六世管佐领，系顺治三年（1646）设立，乾隆三十七年此佐领转为公中佐领，载《钦定八旗通志》）。
- 祖父徐峻德（字克齋），乾隆三十六年（1771）辛卯科舉人（时隶正白旗汉军族亲徐世武佐领下，载《钦定八旗通志：文举》），云南宣威州知州，著《近思堂窗稿》。祖母張氏（父正白旗汉军張鎬，祖父康熙五十年（1711）辛卯科举人张瑺（时隶正白旗汉军张素信佐领下，张素信之父正白旗汉军副都统張素義，载《钦定八旗通志》）；胞侄女張佳氏嫁正白旗满洲西林覺羅氏尚安，其子咸豐六年（1856）丙辰科进士佛爾國春；胞侄女张氏嫁正黄旗蒙古托克托莫特氏成祿，其子嘉庆己卯科進士勤果公明誼）。
  - 胞兄徐襄德。其子徐秉鉞，公中佐領；孙女徐氏嫁内务府镶黄旗蒙古、嘉慶十三年（1808）戊辰科三甲进士貴齡。
  - 同辈族亲徐昭德（先辈徐治廷），銮仪卫治仪正、巴里坤总兵，《國史列傳》有传。其子恩福，三等侍卫。
- 父徐秉鑑（字水崖，号餘山），乾隆四十四年（1779）己亥科舉人（时隶正白旗汉军族亲徐本德佐领下，载《钦定八旗通志：文举》），乾隆五十六年福建盐库大使、山东昌邑县知县，撰《秋蕙軒吟草》四卷（子进士長喆咸豐七年鈔本）。
- 母氏（父镶黄旗汉军、盛京兵部侍郎范宜清，祖父范時績，祖伯父江西巡抚范時綬、禮部左侍郎范時紀（其子佐領范宜勷，妻索綽絡氏系内务府正白旗满洲进士观保之女）；曾祖范承祚，曾祖母鈕祜祿氏（父镶黄旗满洲巴喀，胞伯镶黄旗满洲都统拉哈达，祖父镶白旗满洲都统車爾格）；曾祖伯順治九年（1652）壬辰科進士忠貞公范承謨，高祖文肅公范文程）。
- 姑母徐氏，嫁内務府正黃旗漢軍、乾隆壬子科舉人張氏椿齡（嫡堂兄乾隆壬辰科進士文敏公百齡）。其子嘉慶庚辰科進士保淳。女张氏，嫁正黃旗满洲、嘉慶庚午舉人覺羅增齡（字松岩、松崖）（胞兄閩浙總督、福州將軍覺羅耆齡，父湖北道员覺羅善廉（字怡庵），祖父覺羅德敏，祖母葉赫那拉氏（父鑲紅旗滿洲、甘肃与湖南巡撫常鈞，胞叔漕运总督、浙江巡抚纳兰常安））。覺羅增齡师从内务府镶黄旗汉军、乾隆六十年（1795）乙卯恩科进士高鹗，为后者的《月小山房遺稿》作序。
- 胞兄長佶。其子甘肃甘凉兵备道、河南河陝汝道铁珊（字绍裴），编《增广字学举隅》，重刊朱日豐輯《增訂太上感應篇圖說》十二卷（同治十三年蘭州官署刻本），同治十二年（1873）重修兰州五泉书院，《清史稿：列傳二百三十八》卷451有传；妻佟佳氏（父正藍旗漢軍、道光辛卯科舉人熙恒，堂叔道光庚子科進士熙恬）。
- 胞姊徐氏，嫁镶黄旗汉军郝沾（父山东济南府通判郝荣安，祖父江西巡撫郝碩，曾祖吏部尚书郝玉麟；胞姊郝氏，继配嫁正蓝旗汉军、山东盐课大使胡氏廉叙，即道光三十年（1850）庚戌科进士吉惠的继母、光緒二年（1876）丙子恩科進士胡俊章之继祖母）。
- 胞姊徐氏，嫁镶黄旗满洲富察氏錫凝（父同知百祿，先祖文穆公馬齊；胞姊富察氏，继配嫁宗室奕菘（父綿堂，祖父永蔓，曾祖怡僖親王弘曉））。
- 原配妻張氏（父張德明），继妻山東歷城籍幺氏（父幺全）。
- 养子鐵珄（生父長佶）。